# Иранское математическое общество
Иранское математическое общество (перс. انجمن ریاضی ایران‎) — одно из научных обществ Ирана.

## История
В марте 1970 г. в Ширазском университете состоялась первая конференция по математике, в которой приняли участие около ста учёных-математиков из различных университетов и других учреждений высшего образования, а также известные учителя математики. На этом мероприятии было единогласно одобрено предложение о создании Иранского математического общества.
В марте 1971 г. одновременно с проведением второй конференции по математике в политехническом университете «Шариф» Совет учредителей утвердил устав, избрал 6 членов Исполнительного совета и объявил о создании Иранского математического общества. На своём первом заседании, состоявшемся 13 апреля 1971 г., Исполнительный совет избрал Махди Бехзада на пост секретаря (президента) Общества и назначил его ответственным за формирование структуры и регистрацию Общества. В итоге, стараниями Бехзада в том же году Общество было зарегистрировано в Управлении регистрации компаний и промышленного имущества на неограниченный срок под номером 1258. Целью Общества было определено развитие математики в Иране. Создание Общества было встречено математиками страны с таким воодушевлением, что за короткое время подавляющее число учёных-математиков из университетов и других учреждений высшего образования стали его членами. В связи с этим Общество сумело расширить сферу своей деятельности и направиться в сторону решения поставленных перед ним задач.

## Публикации
Публикация периодических изданий, в том числе:

— Математическая культура и мысль

— Вестник математического общества

— Бюллетень математического общества

Проведение ежегодных состязаний по математике среди студентов

## Действующие награды
В зависимости от результатов работы в различных отраслях математики учреждён целый ряд премий:

— премия Махди Раджабалипура за лучшую статью по линейной алгебре

— международная премия Махди Бехзада за лучшее управление и развитие математической науки в стране

— премия Таки Фатеми лучшему учителю математики

— премия Мохаммада Шафии лучшему редактору работ по математике

— премия Аббаса Рийази Кермани за лучшую статью, представленную на ежегодной иранской математической конференции

— премия Манучехра Весаля за лучшие статьи, представленные на ежегодных семинарах по математическому анализу

— премия Голам Хосейна Мосахеба, присуждаемая авторам выдающихся трудов по математике на персидском языке

— премия Абу-л-Касема Корбани за лучшие статьи по истории математики

— премия Мохсена Хаштруди за лучшие статьи, представленные на семинарах-биеннале по геометрии и типологии

— премия Мохаммада Хасана Ноджуми, присуждаемая лучшим конкурсантам в области финансовой математики

## Комиссии
С целью эффективной реализации профессиональной деятельности в области математики в Обществе сформированы следующие комиссии:

— Статистическая комиссия

— Комиссия по математическому образованию

— Комиссия по математическому анализу

— Комиссия по вычислительной математике

— Комиссия по нелинейному анализу

— Комиссия по гармоническому анализу

— Комиссия по оптимизации

— Комиссия по комбинаторике, теории графов и исследованию операций

— Комиссия по алгебре

— Комиссия по коммутативной алгебре

— Комиссия по линейной алгебре и теория функций

— Комиссия по системам нечёткой логики

— Комиссия по криптологии

— Комиссия по финансовой математике

— Комиссия по дифференциальным уравнениям и динамическим системам

— Комиссия по компьютерной логике

— Комиссия по теории групп

— Комиссия по геометрии и типологии